# École centrale de Lille
École centrale de Lille – francuska politechnika w Villeneuve-d’Ascq, niedaleko Lille, zaliczająca się do Grandes écoles.
Uczelnia została założona w 1854 jako École professionnelle.